# Ikeda Shōen
Ikeda Shōen (Kanda-ku (Tokio), 13 de mayo de 1886 (Meiji 19)  - 1 de diciembre de 1917 (Taisho 6)) fue una artista de ukiyo-e y pintora japonesa desde el período Meiji hasta el período Taisho. Su verdadero nombre es Yuriko Sakakibara. Su marido es el también pintor japonés Terukata Ikeda.

## Biografía
Sus progenitores eran dos personas cultivadas que frecuentaban Rokumeikan. Fue la mayor de los hijos de Koichi Sakakibara un samurái del antiguo clan Kishiwada que también tuvo un hijo y otras tres hijas y que estudió con Yukichi Fukuzawa en la Universidad de Keiō y posteriormente en la Universidad de Rutgers en Estados Unidos.
Cuando su familia se mudó en 1895 a Fujimi-cho (distrito de Kojimachi) fue transferida a la escuela primaria Fujimi en tercer grado y por esta época comenzó a demostrar su talento artístico copiando cuadros sobre losas de pizarra. En 1898 ingresó en la escuela secundaria progresista para mujeres Joshi Gakuin, donde aprendió inglés y cultura occidental. Durante su estancia en dicha escuela se matriculó en 1901 en la Escuela Saiga, dirigida por el pintor japonés Toshikata Mizuno, artista y grabador con numerosos discípulos. Allí estudió pintura y conoció al que sería su pareja Tekurata Ikeda.
Tras fallecer su maestro Mizuno en 1908 ambos acaban en el taller de Kawai Gyokudo, pintor de nihonga con toques de modernidad. Ikeda Shoen también recibió la orientación de Kason Suzuki.
En 1917 (Taisho 6) enfermó de tuberculosis y murió el 1 de diciembre a la edad de 31 años.

## Obra
En 1902 debutó con "Sakuragari". Obras Kuchi-e en gran variedad de revistas.
Desde 1907 participó en las exposiciones oficiales de Bunten e Inten, organizadas por el Ministerio de Educación (Monbusho), donde fue galardonada hasta en nueve ocasiones siendo considerada una de las pintoras más destacadas del este de Japón.
Dado su fallecimiento temprano y perdidas de obras a causa de incendios se conservan escasas muestras de su obra.
Sus obras se encuentran en instituciones de todo el mundo como el MET de Nueva York, el Museo de Bellas Artes de Boston, la Freer Gallery of Asian Art del Instituto Smithsonian en Washington D. C., el Museo Nacional de Arte Moderno de Tokio, el Museo Mizuno en Nagano y el Museo de Zaragoza.